# Международные отношения Украины в 1917—1922 годах
В статье описаны международные отношения, поддерживавшиеся правительствами Украины (претендовавшими на представительство всей страны как независимого государства) в период Революции и Гражданской войны 1917—1922 годов.

## Украинская Народная Республика и Украинская держава

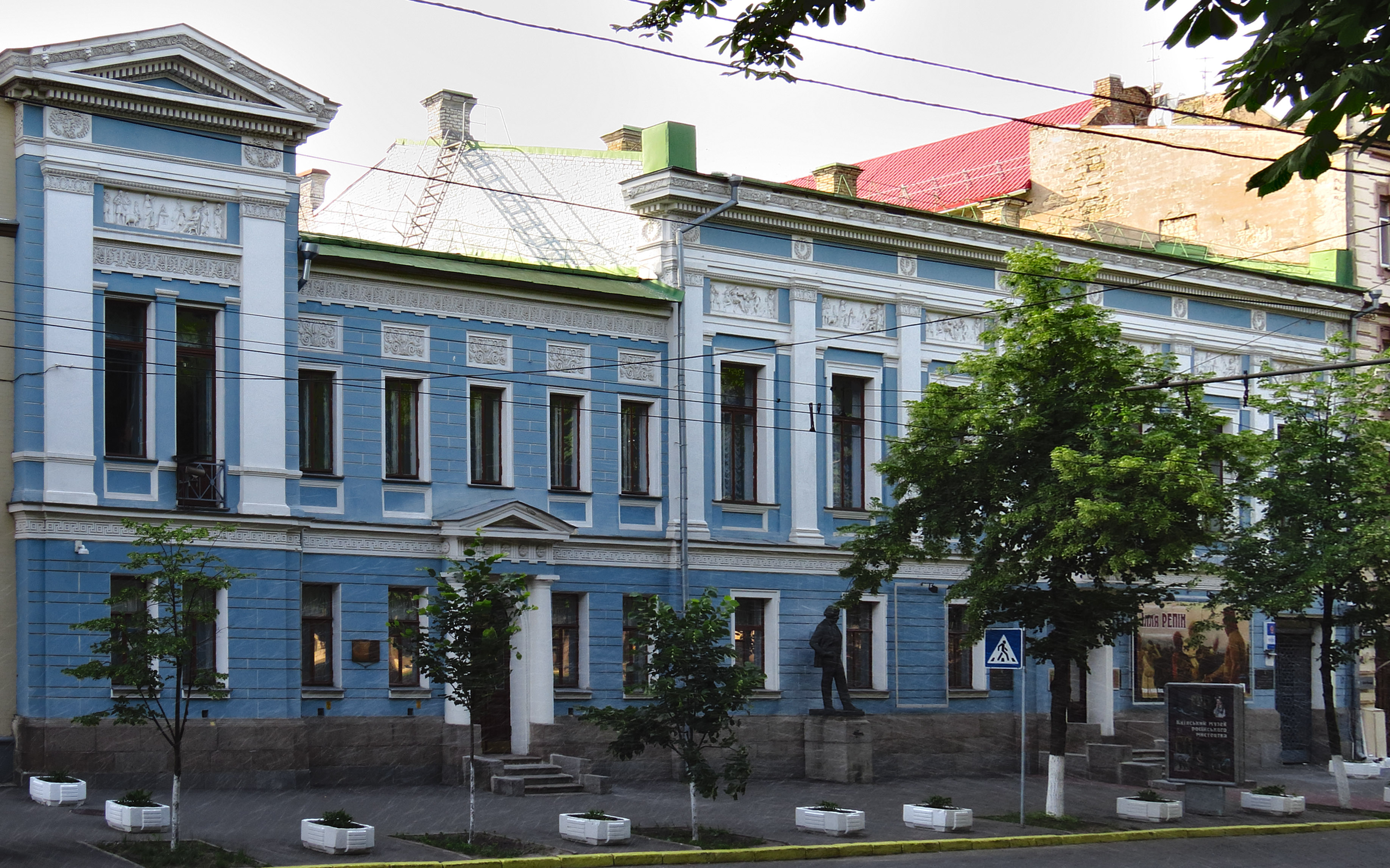
Усадьба Фёдора Терещенко — здание, в котором располагался Генеральный секретариат межнациональных дел, а в дальнейшем — Министерство иностранных дел Украинской Народной Республики и Украинской державы. Киев, ул. Терещенковская, 9, 9а

|  | Процесс формирования внешнеполитического органа будущей Украинской Народной Республики был начат Центральной радой 16 июля 1917 года с провозглашением Второго Универсала. В нём шла речь об образовании Генерального секретариата — исполнительного органа власти. С первых дней существования Генерального секретариата в его составе начал свою деятельность Генеральный секретариат по национальным делам, который явился прообразом первого внешнеполитического ведомства Украины в XX веке. 22 декабря 1917 года Владимир Винниченко, глава Генерального секретариата УНР, провозглашённой Третьим Универсалом, и Генеральный секретарь по межнациональным делам Александр Шульгин подписали «Законопроект об образовании Генерального секретариата международных дел». Законопроект был одобрен на заседании правительства УНР в тот же день. Окончательно ведомство сформировалось после провозглашения независимости Украины Четвёртым Универсалом и под разными названиями продолжало функционировать, несмотря на Гетманский переворот и Антигетманское восстание. |

### Центральные державы
| Государство                     | Карта | Дипломатические отношения    | Признание              | Договоры | Ноты | Дипломатические представители | Основное описание |
| ------------------------------- | ----- | ---------------------------- | ---------------------- | --- | --- | --- | ----------------- |
| Австро-Венгрия                  |       | Да после 9 февраля 1918 года | Да 9 февраля 1918 года | Тайный договор по Восточной Галиции и Северной Буковине от 8 февраля 1918 года (не был ратифицирован); Брестский мирный договор от 9 февраля 1918 года; Военная конвенция от 18 февраля 1918 года; Экономический договор от 23 апреля 1918 года; Финансовый договор от 15 мая 1918 года; Хозяйственный договор от 18 сентября 1918 года | Со стороны Украины: Протест в отношении намерений Центральных держав присоединить Холмщину, Подляшье и оккупированную ими часть Волыни к Королевству Польскому от 17 ноября 1917 года; Нота в отношении государственной принадлежности Холмщины и Подляшья от 12 июня 1918 года. | Послы Украины: Андрей Яковлев Вячеслав Липинский Послы Австро-Венгрии: Йоган Форгач | Основная статья   |
| Болгария                        |       | Да после 9 февраля 1918 года | Да 9 февраля 1918 года | Брестский мирный договор от 9 февраля 1918 года Договор о неотложном нормировании установления публичных и частно-правовых отношений, обмене военнопленных и интернированных гражданских лиц, вопросам амнистии в связи с установлением мира, а также в отношении захваченных кораблей противника от 12 февраля 1918 года               | Со стороны Украины: Протест в отношении намерений Центральных держав присоединить Холмщину, Подляшье и оккупированную ими часть Волыни к Королевству Польскому от 17 ноября 1917 года; Нота о неудовлетворительном обеспечении военнопленных одеждой и продуктами питания, тяжёлых условиях их труда, издевательствах над ними надзирателей и антисанитарном состоянии бараков от сентября 1918 года | Послы Украины: Александр Шульгин Фёдор Шульга, и. о. Василий Драгомирецкий, и. о. Управляющие делами дипломатического представительства Украины: Константин Мациевич, по совместительству глава чрезвычайной дипломатической миссии Украины в Румынии Послы Болгарии: Иван Шишманов | Основная статья   |
| Германия (империя и республика) |       | Да после 9 февраля 1918 года | Да 9 февраля 1918 года | Брестский мирный договор от 9 февраля 1918 года; Военная конвенция от 18 февраля 1918 года; Экономический договор от 23 апреля 1918 года; Финансовый договор от 15 мая 1918 года; Хозяйственный договор от 18 сентября 1918 года; Договор о беспрепятственной эвакуации германских войск от 14 декабря 1918 года                        | Со стороны Украины: Протест в отношении намерений Центральных держав присоединить Холмщину, Подляшье и оккупированную ими часть Волыни к Королевству Польскому от 17 ноября 1917 года | Послы Украины в Германии: Александр Севрюк; барон Фёдор Штейнгель; Николай Порш; Роман Смаль-Стоцкий. Послы Германии на Украине: Альфонс Мумм фон Шварценштейн. Поверенные в делах Германии на Украине: Ганс фон Берхем. | Основная статья   |
| Османская империя               |       | Да после 9 февраля 1918 года | Да 9 февраля 1918 года | Брестский мирный договор от 9 февраля 1918 года; Дополнительное соглашение от 12 февраля 1918 года | Со стороны Украины: Протест в отношении намерений Центральных держав присоединить Холмщину, Подляшье и оккупированную ими часть Волыни к Королевству Польскому от 17 ноября 1917 года | Чрезвычайные и полномочные послы Украины в Османской империи: Николай Левитский; М. Вовк-Вовченко, и.о.; Пётр Чикаленко, и.о.; Александр Кистяковский (не приступил к исполнению обязанностей); Михаил Суковкин; Александр Лотоцкий. Чрезвычайные послы и Полномочные министры Украины в Османской империи: князь Ян Токаржевский-Карашевич. Чрезвычайные послы и Полномочные министры Османской империи на Украине: Ахмед Мухтар-бей. Генеральные консулы Османской империи в Киеве: Ахмед Ферит Тек. Консулы Османской империи в Харькове: Рухи-бей Абдулгади. Консулы Османской империи в Одессе: Ебуризз Намик-бей. | Основная статья   |

### Антанта
| Государство | Карта | Дипломатические отношения | Признание | Договоры | Ноты | Дипломатические представители | Основное описание |
| ----------- | ----- | ------------------------- | --------- | -------- | ---- | --- | ----------------- |
| Бельгия     |       | Да 3 февраля 1919 года    | Нет       | —        | —    | Консулы Бельгии в Киеве: Яков Гретер. Вице-консулы Бельгии в Николаеве: Александр Вадон. Главы Чрезвычайной дипломатической миссии Украины в Бельгии: Андрей Яковлев, по совместительству глава Чрезвычайной дипломатической миссии Украины в Нидерландах. | Основная статья   |

 Великобритания
Дипломатическое представительство при Генеральном секретариате УНР с декабря 1917 года. Отношения разорваны вследствие начатых УНР 24 декабря мирных переговоров с Центральными державами.
Представители Великобритании:
- Джон Пиктон Багге. Назначен в декабре 1917 года[1].

| Государство | Карта | Дипломатические отношения | Признание | Договоры | Ноты | Дипломатические представители | Основное описание |
| ----------- | ----- | ------------------------- | --------- | -------- | ---- | --- | ----------------- |
| Италия      |       | Да 3 сентября 1919 года   | Нет       | —        | —    | Генеральные консулы Италии в Одессе: граф Юлиан де Визарт; маркиз Пьетро Тамази дела Торрета. Консулы Италии в Одессе: Артуро Маффей. Консулы Италии в Киеве: Карл Фишман. Консулы Италии в Николаеве: де Кирико. Представители Украины при правительстве Королевства Италия: Николай Шраг (не приступил к исполнению обязанностей). Главы дипломатической миссии УНР в Королевстве Италия: Василий Мазуренко, и.о.; Дмитрий Антонович. | Основная статья   |
| Китай       |       | Нет                       | Нет       | —        | —    | Консулы Украины на Дальнем Востоке с резиденцией в Харбине: Пётр Твердовский. Руководители Союза китайских граждан на Украине, уполномоченные Китайского посольства на украинских землях с ограниченными консульскими функциями: Чжу Шао Ян; Ли Зунсин. | Основная статья   |

 Румыния
Официальные ноты:
- Со стороны Украины:
  - Декларация правительства УНР об укреплении добрососедских отношений с Румынией и солидарными с Украиной балтийскими, черноморскими и кавказскими странами от 2 июня 1920 года[22].

 Франция
Дипломатическое представительство при Генеральном секретариате УНР с декабря 1917 года. Отношения разорваны вследствие начатых УНР 24 декабря мирных переговоров с Центральными державами.
Генеральные комиссары Франции при правительстве Украины:
- Жорж Табуи. Назначен в декабре 1917 года[1].

| Государство | Карта | Дипломатические отношения | Признание | Договоры | Ноты | Дипломатические представители | Основное описание |
| ----------- | ----- | ------------------------- | --------- | -------- | ---- | --- | ----------------- |
| Черногория  |       | Нет                       | Нет       | —        | —    | Главы Киевского черногорского комитета по оказанию помощи беженцам: Радунович. | Основная статья   |
| Япония      |       | Нет                       | Нет       | —        | —    | Уполномоченные представители Украины в Японии: Борис Воблый. Главы дипломатической и военной миссии Японии на Украине: Хитоси Асида, по совместительству атташе Посольства Японии в России. | Основная статья   |

### Государства на территории бывшей Российской империи
| Государство                                        | Карта | Дипломатические отношения | Признание               | Договоры | Ноты | Дипломатические представители | Основное описание |
| -------------------------------------------------- | ----- | ------------------------- | ----------------------- | --- | --- | --- | ----------------- |
| Азербайджан                                        |       | Да Июль 1918 года         | Нет                     | Протокол о намерении заключить договор от 28 ноября 1921 года | — | Генеральные консулы Украины в Баку: Алексей Кулинский, по совместительству генеральный консул Украины в Тифлисе; Лев Лесняк, по совместительству генеральный консул Украины в Тифлисе. Почётные вице-консулы Украины в Баку: А. Головань; Мир Абдульфат-хан Мир Рза хан-оглы Талышинский; Василий Кужим. Полномочные представители Украины на Кавказе: Иван Красковский. Комиссары Азербайджана на Украине: Джелил Садыков. Послы Азербайджана на Украине, в Польше и Крыму: Юсиф Везир Чеменземинли (не приступил к исполнению обязанностей).                                                                   | Основная статья   |
| Армения                                            |       |                           |                         | | | |                   |
| Белоруссия                                         |       | Да Май 1918 года          | Нет                     | — | Официальные ноты со стороны Белоруссии: Заявление белорусской делегации о несогласии с установленной между республиками границей от 15 апреля 1918 года | Главы специальной дипломатической миссии Белоруссии на Украине: Александр Цвикевич, Антон Луцкевич, Александр Цвикевич. Чрезвычайные и Полномочные послы Белоруссии на Украине: Александр Цвикевич. Консулы Белоруссии в Киеве: Павел Тремпович. Консулы Белоруссии в Одессе: Степан Некрашевич Консулы Украины в Минске: Анатолий Квасницкий. Консулы Украины в Орше: Константин Ильченко | Основная статья   |
| Грузия                                             |       |                           |                         | | | |                   |
| Дон                                                |       | Да Август 1918 года       | Да 7 августа 1918 года  | Предварительное соглашение от 7 августа 1918 года; Дополнительное секретное соглашение от 7 августа 1918 года; Временное соглашение об эксплуатации части Запорожской железной дороги, которая находится в границах бывшей Области Войска Донского от 31 августа 1918 года; Временное условие про перевозку в простом сообщении пассажиров, багажа и грузов между жедезными дорогами Всевеликого Войска Донского и Украинской державой от 2-5 сентября 1918 года; Временное условие про передачу подвижного состава между железными дорогами Всевеликого Войска Донского и Украинской державы от 7 сентября 1918 года; Договор про совместное совместное регулирование вопросов, касающихся Донецкого Бассейна от 18 сентября 1918 года; Условие между правительствами Украинской державы и Всевеликого Войска Донского относительно почтово-телеграфных сношений от 18 октября 1918 года; Договор про поставки сахара из Украинской державы в Всевеликое Войско Донское от 29 октября 1918 года; Конвенция про «международно-правовое объединение» между Правительством Украинской Народной Республики в эмиграции и Донской демократической группой от 2 апреля 1921 года. | Официальные ноты со стороны Украины: Нота о нецелесообразности определения государственной организации Дона как временной от 17 июля 1918 года. | Дипломатические представители Украины при правительстве Всевеликого Войска Донского: Максим Славинский. Министры-резиденты Украины при правительстве Всевеликого Войска Донского: Константин Середин (не приступил к исполнению обязанностей). Послы Временного правительства Войска Донского на Украине: Владимир Сидорин. Послы Всевеликого Войска Донского на Украине: Михаил Свечин; Александр Черячукин. Атаманы Зимней Станицы (полномочные посланники) от Всевеликого Войска Донского при государстве Украинском: Александр Черячукин, по совместительству представитель Астраханского войска на Украине. | Основная статья   |
| Крым (народная республика и краевое правительство) |       | ДаАвгуст 1918 года        | ДаАвгуст 1918 года      | | От Украины:Выдвижение территориальных претензий в 1918 году на Крым | Неизвестно |                   |
| Кубань                                             |       | ДаАвгуст 1918 года        | ДаАвгуст 1918 года      | Договор об федеративном отношении Кубанской народной республики и Украинской державы | | |                   |
| Польша (королевство и республика)                  |       | Да Октябрь 1918 года      | Да 22 апреля 1920 года  | Договоры с польскими корпусами: Условия пребывания польских войск на территории Украины от 4 апреля 1918 года Межправительственные договоры: Договор от 24 мая 1919 года (не был ратифицирован); Соглашение о перемирии от 16 июня 1919 года; Варшавский договор: - Политическая часть от 22 апреля 1920 года; - Военная часть от 24 апреля 1920 года; Проект политической конвенции между Польшей, Латвией, Литвой, Украиной, Финляндией и Эстонией по итогам конференции в Булдури от 31 августа 1920 года. | Со стороны Украины: Резолюция протеста касательно претензий на земли непольские, заявленных временным Польски государственным советом в декларации на призыв Временного правительства российского к объединению польского народа с свободным Российским государством от 8 апреля 1917 года; Протест в ответ на ложные данные Ликвидационной комиссии о покушении «украинских банд» во Львове и просьбу к странам Антанты о введении туда своих войск от 7 ноября 1918 года; Протест касательно открытия «Киевского» отдела Министерства внутренних дел Польши от 27 ноября 1918 года; Протест в связи с оккупацией Северной Холмщины, Подляшья и части Западной Волыни и арестом украинской администрации от 2 декабря 1918 года; Меморандум против заявлений о необходимости присоединения Подолья к Польше от 22 января 1920 года; Мемориал об основных принципах дальнейшей деятельности Правительства УНР и его желании и в дальнейшем находиться и функционировать на территории Польши от 24 ноября 1920 года; Мемориал в деле нормализации польско-украинских отношений в связи с ратификацией Рижского мира (без указания даты, после польского «Pro Memoria»). Со стороны Польши: «Pro Memoria» (без указания даты, составлен в 1921 году). | Послы Украины в Польше: Александр Карпинский (не приступил к исполнению обязанностей). Главы Чрезвычайной дипломатической миссии УНР в Польше: Андрей Ливицкий Чрезвычайные министры и Полномочные послы Польши при Гетмане Украины: Станислав Ванькович. | Основная статья   |
| Россия (советская)                                 |       | Да Июль 1918 года         | Да 12 июня 1918 года    | Прелиминарный мирный договор от 12 июня 1918 года | Со стороны Украины: Отказ от выполнения ультиматума от 18 декабря 1917 года Ультимативная нота по поводу непризнания РСФСР предложенных украинской делегацией границ от 3 октября 1918 года Нота с требованием вывести части Красной армии с территории Украины от 9 января 1919 года . Со стороны России: Ультиматум с требованиями отказа от дезорганизации фронта, отказа от пропуска казачьих формирований через Украину с фронта на Дон, прекращения разоружения советских полков и красноармейцев, пропуска большевистских войск на Южный фронт и угрозой начала войны в случае непринятия требований в течение 48 часов от 17 декабря 1917 года | Главы делегации Украины на мирных переговорах в Киеве: Сергей Шелухин; Пётр Стебницкий. Главы чрезвычайной миссии УНР в РСФСР: Семён Мазуренко. Главы делегации РСФСР на мирных переговорах в Киеве: Иосиф Сталин (не приступил к исполнению обязанностей); Христиан Раковский. | Основная статья   |
| Северный Кавказ                                    |       | Нет                       | Нет                     | — | Со стороны Северного Кавказа: Предложение подписать договор о взаимном содействии в борьбе с Добровольческой армией от 15 ноября 1919 года. | Комиссары Горцев Северного Кавказа на Украине: Борис Примоев. | Основная статья   |
| Латвия                                             |       | Да Декабрь 1918 года      | Да 17 февраля 1920 года | Проект политической конвенции между Польшей, Латвией, Литвой, Украиной, Финляндией и Эстонией по итогам конференции в Булдури от 31 августа 1920 года | Со стороны Украины: Совместная нота Украины, Белоруссии, Литвы и Эстонии о протесте, в связи с обыском в одном из консульств, а также против конфискации латвийской армией автомашин дипломатических представительств, выдворения из Латвии иностранных граждан и их мобилизации в латвийскую армию от 5 декабря 1919 года; Нота о признании Украиной независимости Латвии и её Временного правительства от 10 декабря 1919 года; Декларация правительства УНР об укреплении добрососедских отношений с Румынией и солидарными с Украиной балтийскими, черноморскими и кавказскими странами от 2 июня 1920 года; Протест против переговоров Латвии с Советской Украиной от 27 января 1921 года. Со стороны Латвии: Нота о признании Латвией УНР от 17 февраля 1920 года; Официальное приглашение на конгресс почтовой и телеграфной связи в Булдури от 9 сентября 1920 года. | Консулы Украины в Риге: Никифор Бендеровский; Эрик Фляйшер, и.о.. Послы Украины в Латвии: Владимир Кедровский, по совместительству посол Украины в Литве, Финляндии и Эстонии. Представители Временного правительства Латвии на Украине: Кристапас Бахманис, по совместительству представитель Временного правительства Латвии при Добровольческой армии, в Крыму, на Дону и Кубани, в Грузии и Армении. | Основная статья   |

 Литва
В рамках международного сотрудничества УНР и Литва принимали участие в Тартуской конференции балтийских стран в октябре 1919 года (Литва на правах полноправного участника, УНР на правах наблюдателя. Государствами была признана необходимость создания военно-политического союза) и в конференции в Булдури в августе 1920 года (участвовали как равноправные участники). По итогам конференции были созданы Совет уполномоченных балтийских государств и Совет военных представителей стран-участниц (Литва не приняла участия в работе из-за разногласий с Польшей).
Межправительственные договоры:
- Проект политической конвенции между Польшей, Латвией, Литвой, Украиной, Финляндией и Эстонией по итогам конференции в Булдури от 31 августа 1920 года (выражалась готовность взаимного признания всех сторон de jure, решение всех неприятностей мирным путём, намерение заключить военную конвенцию оборонного характера и т. д.)[22].

 Молдавия
Сотрудничество между Сфатул Цэрий и Центральной Радой было налажено ещё до провозглашения независимости Молдавской Демократической и Украинской Народной Республиками. Украинская Народная Республика приветствовала провозглашение 2 декабря 1917 года Молдавской Народной Республики и даже отложила до созыва Учредительного собрания решение вопроса про будущий статус придунайских поветов, Хотищины и Левобережья Днестра, однако отказалась признавать присоединение Бессарабии к Румынии провозглашённое 9 апреля 1918 года.
| Государство                                             | Карта | Дипломатические отношения | Признание                          | Договоры | Ноты | Дипломатические представители | Основное описание |
| ------------------------------------------------------- | ----- | ------------------------- | ---------------------------------- | --- | --- | --- | ----------------- |
| Финляндия (королевство и республика)                    |       | Да 1918 год               | Да 1918 год                        | «Бумажное соглашение» от 30 сентября 1918 года; Проект политической конвенции между Польшей, Латвией, Литвой, Украиной, Финляндией и Эстонией по итогам конференции в Булдури от 31 августа 1920 года. | — | Послы Украины в Финляндии: Константин Лосский; Николай Железняк; Владимир Кедровский, по совместительству посол Украины в Латвии, Литве и Эстонии. Поверенные в делах Финляндии на Украине: Герман Гуммерус. | Основная статья   |
| Эстония                                                 |       | Да 30 декабря 1918 года   | Да Март 1920 года                  | Проект политической конвенции между Польшей, Латвией, Литвой, Украиной, Финляндией и Эстонией по итогам конференции в Булдури от 31 августа 1920 года | Со стороны Украины: Декларация правительства УНР об укреплении добрососедских отношений с Румынией и солидарными с Украиной балтийскими, черноморскими и кавказскими странами от 2 июня 1920 года. | Послы Украины в Эстонии: Евгений Голицынский; Владимир Кедровский, по совместительству посол в Латвии, Литве и Финляндии. Представители Эстонии на Украине: доктор Эдуард Ритсон.                            | Основная статья   |
| Фракции Белого движения                                 |       |                           |                                    | | | |                   |
| 1-я армия Русской Народной Республики                   | —     | —                         | —                                  | — | — | — | Основная статья   |
| Астраханская армия                                      | —     | —                         | —                                  | — | — | Представители Астраханского войска на Украине: Александр Черячукин, по совместительству атаман Зимней Станицы (полномочный посланник) от Всевеликого Войска Донского при государстве Украинском.             | Основная статья   |
| Русская народная армия                                  | —     | —                         | —                                  | — | — | — | Основная статья   |
| Русский политический комитет                            | —     | —                         | Да 1 апреля 1921 года              | Военная конвенция от 18 ноября 1920 года; Военное соглашение между Действующие армией УНР и Конной казачьей дивизией есаула Яковлева от 19 ноября 1920 года; Конвенция про «международно-правовое объединение» между Украинской Народной Республикой и Русским политическим комитетом от 1 апреля 1921 года. | — | — | Основная статья   |
| Терское казачье войско                                  |       | —                         | —                                  | — | Ноты со стороны Терского казачьего войска: Обращение председателя Большого войскового круга Терского казачьего войска Н. Губорева к послу УНР в Будапеште от 16 ноября 1920 года.                  | Представители Терского казачьего войска на Украине: Николай Долинский | Основная статья   |
| Юг России (Добровольческая армия, ВСЮР и Русская армия) |       | —                         | Да 8 ноября (26 октября) 1920 года | Договоры между командованиями Галицкой и Добровольческой армий: Договор между командованием Галицкой армии и командованием Добровольческой армии от 6 ноября 1919 года | — | Руководители бюро Добровольческой армии в Киеве: Петр Ломновский. Консулы Украины в Ялте: Павел Горянский | Основная статья   |
| Южная армия                                             | —     | —                         | —                                  | — | — | Руководители бюро (штаба) Южной армии в Киеве: Пётр Чеснаков и Александр Вилямовский. | Основная статья   |

### Другие государства и субъекты международного права
| Государство                       | Карта | Дипломатические отношения | Признание              | Договоры | Ноты | Дипломатические представители | Основное описание |
| --------------------------------- | ----- | ------------------------- | ---------------------- | --- | --- | --- | ----------------- |
| Аргентина                         |       | Да Февраль 1921 года      | Да Февраль 1921 года   | — | — | Поверенные Правительства Украинской Народной Республики в делах Аргентины: Николай Шумицкий. | Основная статья   |
| Всемирная сионистская организация | —     | —                         | —                      | Соглашение Жаботинского-Славинского о создании еврейской жандармерии при армии УНР от 4 сентября 1921 года. | Со стороны Украины: Официальное приветствие 12-му Всемирному сионистскому конгрессу. | — | Основная статья   |
| Западная Украина                  |       | Нет                       | Да 1 декабря 1918 года | Предвступительный договор между Западно-Украинской Народной Республикой и Украинской Народной Республикой о последующей Злуке обеих республик в единое большое государство от 1 декабря 1918 года; Акт злуки Украинской Народной Республики и Западно-Украинской Народной Республики от 22 января 1919 года. | — | — | Основная статья   |
| Нидерланды                        |       | Да 1919 год               | Нет                    | — | — | Главы Чрезвычайной дипломатической миссии Украины в Нидерландах: Андрей Яковлев, по совместительству глава Чрезвычайной дипломатической миссии Украины в Бельгии. Генеральные консулы Нидерландов в Киеве: доктор Тимон Генрих Фоккер. | Основная статья   |
| Святой Престол                    |       | Да 1919 год               | Нет                    | — | Со стороны Украины: Официальный протест против интернирования грекокатолического духовенства на Галичине от 29 мая 1919 года; Мемориал-протест против антиукраинской пропаганды польского духовенства от 3 июня 1919 года; Официальный протест против жестокости польских военных властей в отношении «украинского клира и русинской Церкви» от 11 июня 1919 года; Официальный протест против действий армии генерала Галлера на Галичине и бесправных арестов грекокатолических священников от 18 июля 1919 года; Меморандум про основание теологического факультета и католических школ на Украине от 18 июля 1919 года; Меморандум про «украинское дело и польские преследования украинцев-католиков» от 20 марта 1920 года. Со стороны Святого Престола: Письмо государственного секретаря Святого Престола Пьетро Гаспарри к главе директории УНР Симону Петлюре о получении верительных грамот от 16 июня 1919 года. | Главы Чрезвычайной дипломатической миссии Украины при Святом Престоле: граф Михаил Тышкевич; отец Франц Ксаверий Бонн. Апостольские визитаторы на Украине: отец Джованни Дженокки.                                                     | Основная статья   |
| Эфиопия                           |       | Нет                       | Нет                    | — | — | Официальные представители Украины при Правительстве Эфиопии: Евгений Бачинский (не приступил к исполнению обязанностей). | Основная статья   |

## Советская Украина
|  |  |

### Советские государства
| Государство    | Карта | Дипломатические отношения | Признание           | Договоры | Ноты | Дипломатические представители                                                 | Основное описание |
| -------------- | ----- | ------------------------- | ------------------- | --- | ---- | ----------------------------------------------------------------------------- | ----------------- |
| Азербайджан    |       | Да Начало 1920-х годов    | —                   | — | —    | Послы ССРА в УССР: Абдул-Али Таир-оглы.                                       | Основная статья   |
| Белоруссия     |       | —                         | —                   | Договор об образовании СССР от 29 декабря 1922 года. | —    | —                                                                             | Основная статья   |
| Дальний Восток |       | —                         | —                   | — | —    | —                                                                             | Основная статья   |
| Россия         |       | Да 12 января 1921 года    | Да 1 июня 1919 года | Договор «Про военно-политический союз» от 1 июня 1919 года; Робоче-крестьянский договор от 28 декабря 1920 года; Договор об образовании СССР от 29 декабря 1922 года. | —    | Полномочные представители УССР при СНК РСФСР: Юрий Коцюбинский; Михаил Полоз. | Основная статья   |

### Другие государства
| Государство | Карта | Дипломатические отношения   | Признание              | Договоры | Ноты | Дипломатические представители | Основное описание |
| ----------- | ----- | --------------------------- | ---------------------- | --- | --- | --- | ----------------- |
| Германия    |       | Да после 5 ноября 1922 года | Да 5 ноября 1922 года  | Договор про распространение Рапалльского договора на союзные Российской СФСР республики от 5 ноября 1922 года | — | Полномочные представители УССР в Германии: Владимир Ауссем; Михаил Левицкий, по совместительству уполномоченный УССР в Болгарии в делах репатриации. | Основная статья   |
| Болгария    |       | Нет                         | Нет                    | Репатриационное соглашение от 25 августа 1922 года. | — | Уполномоченные УССР в Болгарии в делах репатриации: Михаил Левицкий, по совместительству полномочный представитель УССР в Германии. | Основная статья   |
| Италия      |       | Да 26 декабря 1921 года     | Нет                    | Предварительное торговое соглашение от 26 декабря 1921 года. | — | Полномочные представители УССР в Королевстве Италия: Вацлав Воровский, по совместительству полномочный представитель РСФСР в Королевстве Италия. Торговые представители УССР в Королевстве Италия: Вацлав Воровский, по совместительству торговый представитель РСФСР в Королевстве Италия; Абрам Файнштейн, по совместительству торговый представитель РСФСР в Королевстве Италия. Торговые представители Королевства Италия в УССР: Джованни Амадори, по совместительству торговый представитель Королевства Италия в РСФСР. | Основная статья   |
| Канада      |       | Нет                         | Нет                    | — | — | Полномочные представители УССР в Доминионе Канада: Павел Ладан (не приступил к исполнению обязанностей). | Основная статья   |
| Китай       |       | Нет                         | Нет                    | — | — | Главы Центрального исполкома Союза китайских рабочих в УССР, уполномоченные китайской миссии в УССР с ограниченными консульскими функциями: Ли Зунсин; Фу Сунтын; Сю Шен. | Основная статья   |
| Латвия      |       | Да Сентябрь 1921 года       | Да 3 августа 1921 года | Договор от 3 августа 1921; Соглашение «О репатриации беженцев» от 3 августа 1921 года. | — | Полномочные представители УССР в государствах Прибалтики: Евгений Терлецкий. Официальные представители Латвии в УССР: Е. Ульман, и.о.. | Основная статья   |
| Польша      |       | Да 6 октября 1921 года      | Да 18 марта 1921 года  | Договор о перемирии и прелиментарные условия мира от 12 октября 1920 года; Договор про репарацию от 24 февраля 1921 года; Рижский мирный договор от 18 марта 1921 года. | Со стороны Украины: Протест против сохранения в Польше всех антисоветских организаций от 16 апреля 1921 года. Со стороны Польши: Ответ на протест УССР против сохранения в Польше всех антисоветских организаций от 29 апреля 1921 года; Требование Правительства Польши о возвращении Польше библиотеки, нумизматического кабинета и других коллекций, которые хранятся в Киевском университете и других хранилищах УССР от 31 сентября 1922 года. | Полномочные представители УССР в Польше: Александр Шумский; Поверенные в делах УССР в Польше: Григорий Беседовский. Представители Польши при Правительстве УССР: граф Францишек Ян Пулавский; Поверенные в делах Польши в УССР: Францишек Харват. | Основная статья   |
| Турция      |       | Да 2 января 1922 года       | Да 2 января 1922 года  | Договор про дружбу и братство (Анкарский договор) от 2 января 1922 года. | — | Главы чрезвычайной миссии УССР в Турции: Михаил Фрунзе. | Основная статья   |
| Эстония     |       | Да 1921 год                 | Да 25 ноября 1921 года | Договор между УССР и Эстонией от 25 ноября 1921 года; Соглашение «О порядке оптации гражданства» от 25 ноября 1921 года; Правила вывоза имущества лиц, оптирующих украинское (эстонское) гражданство от 25 ноября 1921 года; Дополнительный протокол к ст. XVI Договора между УССР и Эстонией от 27 мая 1922 года; Дополнительный протокол к Договору между УССР и Эстонией от 18 декабря 1922 года; Санитарная конвенция от 25 июня 1923 года. | — | Полномочные представители УССР в государствах Прибалтики: Евгений Терлецкий. Послы Эстонии в УССР: Тынис Варес, по совместительству посол Эстонии в РСФСР | Основная статья   |

## Комментарии
1. ↑  Однако с 1920 года украинская дипломатическая миссия неофициально признавалась представительством УНР в Бельгии; украинским дипломатам удалось установить отношения с Министерством иностранных Бельгии (после реформы МИДа Бельгии 1 января 1921 года Украина была включена в секцию занимавшуюся делами Восточной Европы) и другими министерствами; представительство УНР получило разрешение на выдачу паспортов украинским гражданам, которые признавались бельгийскими властями; по просьбе украинского представительства бельгийские учреждения беспрепятственно позволяли въезд и выезд из страны украинским представителям; украинцам удалось установить отношения с представительствами других государств, которые были аккредитованы в Бельгии[15]
2. ↑  Однако с сентября 1919 года дипломатическая миссия УНР официально признавалась итальянским правительством, с украинскими дипломатами велись официальные переговоры и переписка на уровне Правительства Италии[17]
3. ↑  Однако в 1918—1919 годах действовало Консульство Украины на Дальнем Востоке с резиденцией в Харбине[18][19], а в Киеве с 1918 года действовало отделение Союза китайских граждан в России с ограниченными консульскими функциями[12] — Посольство Китая в России делегировало ему функции защиты прав и интересов китайских граждан, оказавшихся на украинских землях[20]. В то же время полноценные официальные отношения между государствами отсутствовали[21]
4. ↑  Однако на Украине в 1917—1918 годах действовали дипломатическая и военная миссии Японии, а в Японии с 1918 года — уполномоченный представитель УНР. Поддерживались контакты между украинскими и японскими официальными представителями[4][24]
5. ↑  Однако государства признавали дипломатические представительства и паспорта друг друга; отвечали на их официальные просьбы; украинское правительство не призывало в армию азербайджанских граждан, которым были выданы национальные паспорта; со стороны азербайджанского правительства выделялось финансирование украинским дипломатам для помощи украинцам проживающим в Азербайджане; государства сотрудничали на международной арене и подписали протокол о намерении заключить первый межправительственный договор[4][25][26][27]
6. ↑  Однако полномочия белорусских делегаций официально признавались украинским правительством, они принимались главами Украинского государства, со стороны которых звучали заявления о признании БНР де-факто, произошёл обмен консульствами. Также начался процесс определения будущей украинско-белорусской границы, украинское правительство предоставило финансовую помощь Белорусской комиссии по делам беженцев, в Киеве были открыты Белорусский концентрационный этапный пункт для возвращавшихся из России белорусских беженцев и Белорусское торговое представительство, началось издание газет «Белорусское эхо» и «Белорусское слово». Кроме того, как со стороны гетманского правительства, так и со стороны Директории правительству БНР выделялись официальные кредиты[28][29]
7. ↑  До созыва Украинского Учредительного собрания
8. ↑  Заключен командованием Галицкой армии сепаратно
9. ↑  Заключено Жаботинским сепаратно
10. ↑  Однако персонал украинской дипломатической миссии в Нидерландах был освобожден от регистрации в полиции, которая была обязательной для всех иностранцев, и без препятствий получал визы для въезда и выезда из страны; с 1920 года дипломатической миссии УНР начали выдавать дипломатические визы как «украинской делегации»; по просьбе украинского представительства украинским послам, председателям миссий и министрам без препятствий выдавались дипломатические визы для въезда на территорию Нидерландов; было разрешено выдавать паспорта украинским гражданам (они визировались нидерландскими учреждениями и признавались действительными для пребывания на территории Нидерландов); паспорта, которые выдавало украинское представительство в Нидерландах, визировались английскими, американскими, бельгийскими, швейцарскими и французскими консулами; Министерство иностранных дел Нидерландов и другие официальные учреждения официально обращались к украинской дипломатической миссии; в школьных атласах 1919—1920 годов печатались специальные карты Украины[15]
11. ↑  Однако Святой Престол официально поддерживал право Украины на самоопределение и оказал поддержку УНР на Парижской мирной конференции[59]
12. ↑  Начали поддерживать стабильные межреспубликанские отношения уже после вхождения в состав СССР[26]
13. ↑  Однако между государствами заключались межправительственные соглашения[66]
14. ↑  УССР получила признание де-факто — между государствами заключались межправительственные соглашения, поддерживались официальные торговые и дипломатические отношения[66][67][68]
15. ↑  После прихода к власти большевиков в Киеве продолжило работу отделение Союза китайских граждан/Союза китайских рабочих в России с ограниченными консульскими функциями[12] — ещё в период УНР Посольство Китая в России делегировало ему функции защиты прав и интересов китайских граждан, оказавшихся на украинских землях[20]. В 1921 году оно переехало в Харьков, в 1925 году было ликвидировано советскими властями[12]